# 逆光備忘録
『逆光備忘録』（ぎゃっこうびぼうろく）は、PENGUIN RESEARCHの3枚目のオリジナルアルバム。2023年5月10日にSACRA MUSICから発売された。

## 概要
前作『それでも闘う者達へ』から約3年9か月ぶりのフルアルバム。
配信シングル「HATENA」、「キリフダ」、「千夜祭」、6thシングル「変幻自在」に加え、スマホゲーム「バンドやろうぜ!」でPENGUIN RESEARCHが音楽を担当した劇中バンド“BLAST”の新曲「YATSUATARI」を含むバラード無し全12曲を収録。
通常盤と初回生産限定盤の2形態での販売となっており、初回生産限定盤にはアルバムのリードトラックとなる新曲「Crier」と「変幻自在」、「千夜祭」のミュージックビデオを収録したBDを同梱し、さらに“PENGUIN RESEARCHオリジナル卓上カレンダー”もついた、三方背ケース仕様となっている。

## 収録内容
| 全作詞・作曲: 堀江晶太(#9のみ作曲 神田ジョン)、全編曲: 堀江晶太、PENGUIN RESEARCH(#9のみ編曲 神田ジョン、PENGUIN RESEARCH)。 |                                                                                              |                                  |                                  |      |
| # | タイトル                                                                                     | 作詞                             | 作曲・編曲                       | 時間 |
| 1. | 「FORCE LIGHT」(e-Sportsプロリーグツアー『RAGE SHADOWVERSE PRO TOUR 23-24』公式テーマソング) | 堀江晶太 (#9のみ作曲 神田ジョン) | 堀江晶太 (#9のみ作曲 神田ジョン) | 3:49 |
| 2. | 「Crier」(本作のリード曲。)                                                                  | 堀江晶太 (#9のみ作曲 神田ジョン) | 堀江晶太 (#9のみ作曲 神田ジョン) | 3:59 |
| 3. | 「HATENA」(Webアニメ『ガンダムビルドダイバーズRe:RISE』2nd Seasonオープニングテーマ)         | 堀江晶太 (#9のみ作曲 神田ジョン) | 堀江晶太 (#9のみ作曲 神田ジョン) | 3:33 |
| 4. | 「キリフダ」(テレビ東京系アニメ『シャドウバース』第1・第2クールオープニングテーマ)           | 堀江晶太 (#9のみ作曲 神田ジョン) | 堀江晶太 (#9のみ作曲 神田ジョン) | 2:32 |
| 5. | 「フェアリーテイル」                                                                         | 堀江晶太 (#9のみ作曲 神田ジョン) | 堀江晶太 (#9のみ作曲 神田ジョン) | 3:09 |
| 6. | 「SUNNY RAIN」                                                                               | 堀江晶太 (#9のみ作曲 神田ジョン) | 堀江晶太 (#9のみ作曲 神田ジョン) | 3:46 |
| 7. | 「FEVER」                                                                                    | 堀江晶太 (#9のみ作曲 神田ジョン) | 堀江晶太 (#9のみ作曲 神田ジョン) | 3:52 |
| 8. | 「変幻自在」(MBS・TBS系アニメ『アルスの巨獣』オープニングテーマ)                             | 堀江晶太 (#9のみ作曲 神田ジョン) | 堀江晶太 (#9のみ作曲 神田ジョン) | 2:44 |
| 9. | 「クジラに乗って」                                                                           | 堀江晶太 (#9のみ作曲 神田ジョン) | 堀江晶太 (#9のみ作曲 神田ジョン) | 4:07 |
| 10. | 「祝祭にて」                                                                                 | 堀江晶太 (#9のみ作曲 神田ジョン) | 堀江晶太 (#9のみ作曲 神田ジョン) | 3:27 |
| 11. | 「千夜祭」                                                                                   | 堀江晶太 (#9のみ作曲 神田ジョン) | 堀江晶太 (#9のみ作曲 神田ジョン) | 3:24 |
| 12. | 「YATSUATARI」                                                                               | 堀江晶太 (#9のみ作曲 神田ジョン) | 堀江晶太 (#9のみ作曲 神田ジョン) | 3:15 |
| 合計時間: | 合計時間:                                                                                    | 41:37                            |                                  |      |

| #  | タイトル         | 作詞 | 作曲・編曲 |
| -- | ---------------- | ---- | ---------- |
| 1. | 「Crier」(MV)    |      |            |
| 2. | 「変幻自在」(MV) |      |            |
| 3. | 「千夜祭」(MV)   |      |            |